# Phedimus aizoon
Phedimus aizoon (Syn.: Sedum aizoon L.) ist eine Pflanzenart aus der Gattung Phedimus in der Familie der Dickblattgewächse (Crassulaceae). Sie heißt im Deutschen auch Deckblattfetthenne oder Deckblatt-Asienfetthenne.

## Merkmale
Phedimus aizoon ist eine ausdauernde sukkulente Pflanze mit einem Knollenwurzelrhizom, die meist Wuchshöhen von (20 bis) 30 bis 50 Zentimeter erreicht. Die meist wechselständigen und nicht herzförmig stängelumfassenden Laubblätter sind ei-lanzettlich bis lineal-lanzettlich, der Grund ist verschmälert. Sie sind zur Spitze hin oft gesägt, 5 bis 8 Zentimeter lang und ungefähr 2 Zentimeter breit.
Die Blüten sind radiärsymmetrisch. Die Kronblätter sind gelb. Die Blütezeit reicht von Juli bis August.
Die Chromosomenzahl beträgt 2n = 30–34, 56, 48, 61, 63, 64, 78, 80, 84, 85, 88, 93–97 oder 102.

## Vorkommen
Phedimus aizoon kommt ursprünglich in Sibirien, der Mongolei, China und Japan an trockenen Orten, Gebüschen, Wiesen, felsigen Bachufern und sandigen Klippen vor. Sie ist stellenweise in Nord-, Nordost- und Mitteleuropa eingebürgert. In Deutschland kommt sie verwildert vor in Bayern, Baden-Württemberg, Rheinland-Pfalz, Thüringen, Sachsen und in Sachsen-Anhalt.

## Nutzung

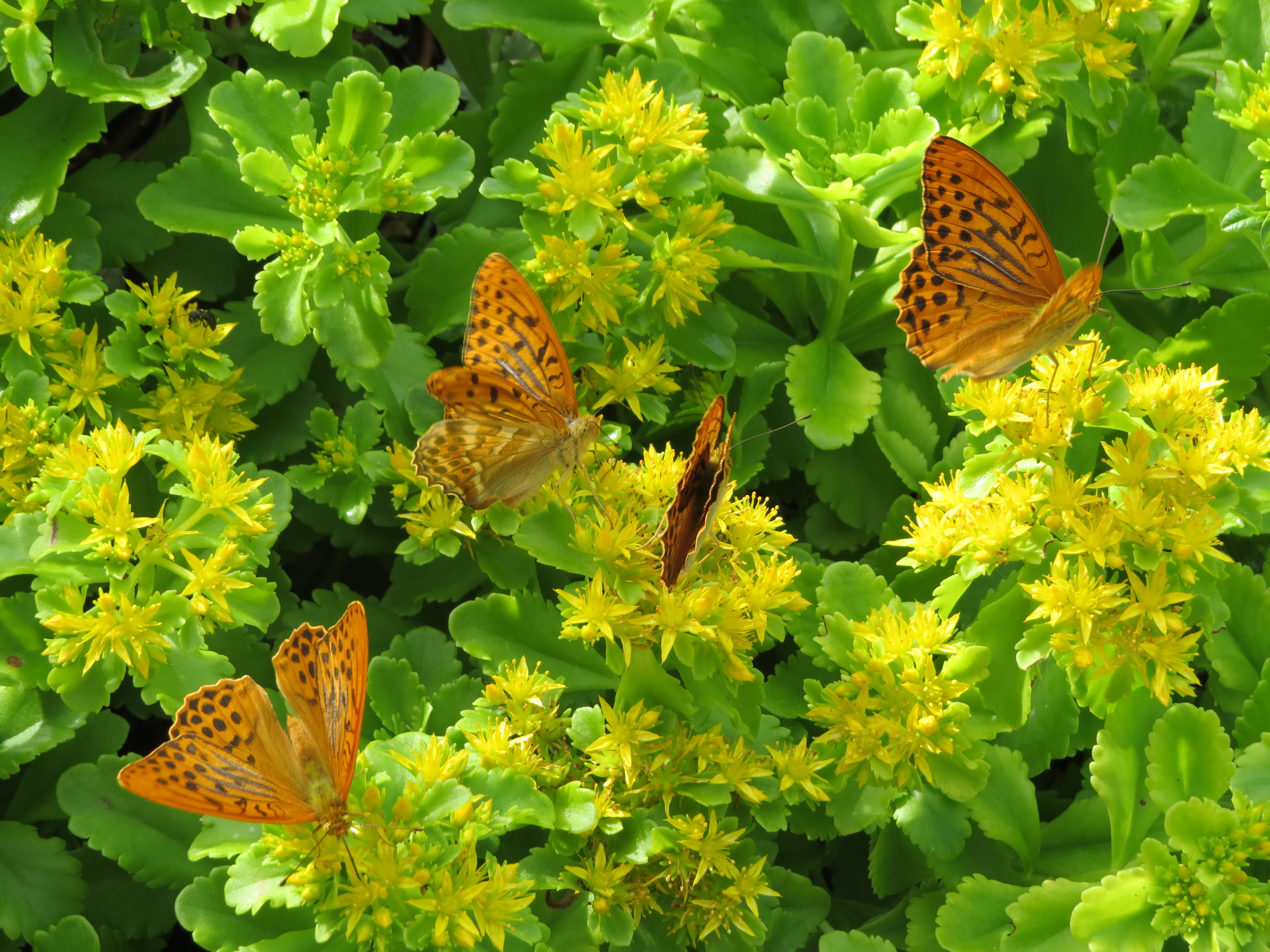
Dickblattfetthenne mit einer Gesellschaft von Kaisermäntel in einem Ziergarten in Frankenfels, Österreich (Juni 2019)

Phedimus aizoon wird zerstreut als Zierpflanze in Steingärten und Staudenbeeten genutzt. Sie ist seit spätestens 1757 in Kultur.
Es gibt einige Sorten (Auswahl):
- 'Aurantiacum': die Stängel sind dunkelrot, die Knospen rot überlaufen und die Krone gelb-orange
- 'Euphorbioides': die Krone ist dunkelgelb.

## Taxonomie
Die Deckblatt-Asienfetthenne wurde 1753 von Carl von Linné in Species Plantarum Tomus I, S. 430 als Sedum aizoon erstbeschrieben. Die Art wurde 1995 von Henk 't Hart in  H.'t Hart & U.Eggli (eds.) Evolution and Systematics of the Crassulaceae S. 168 als Phedimus aizoon (L.) 't Hart in die Gattung Phedimus gestellt.

## Belege
1. ↑  Sedum aizoon bei Tropicos.org. In: IPCN Chromosome Reports. Missouri Botanical Garden, St. Louis
2. ↑  Jaakko Jalas, Juha Suominen, Raino Lampinen, Arto Kurtto: Atlas florae europaeae. Band 12 (Resedaceae to Platanaceae). Seite 79, Helsinki 1999. ISBN 951-9108-12-2
3. ↑  Michael Koltzenburg: Phedimus. In: Schmeil-Fitschen: Die Flora Deutschlands und angrenzender Länder. 98. Auflage. Verlag Quelle & Meyer, Wiebelsheim 2024. ISBN 978-3-494-01943-7. S. 361.
4. ↑  Datenblatt Phedimus aizoon bei POWO = Plants of the World Online von Board of Trustees of the Royal Botanic Gardens, Kew: Kew Science.